# KIT SC Karlsruhe (Basketballmannschaft)
KIT SC Karlsruhe ist eine Basketballmannschaft aus Karlsruhe. Betreiber der Mannschaft, die 2010 gegründet wurde, ist die ProBa Sports GmbH. In der Saison 2017/18 spielten die Karlsruher in der 2. Bundesliga ProB. 2020 gelang die Rückkehr, 2023 gab man das Teilnahmerecht ab. Seit September 2022 tritt die Mannschaft unter der Bezeichnung Seeburger College Wizards (Eigenschreibweise in Großbuchstaben) an.

## Geschichte
Die Mannschaft ging aus dem TV Rastatt-Rheinau 1919 hervor – unter dem Vereinsnamen wurde sie in der Saison 2010/11 noch offiziell in der Tabelle der ersten Regionalliga Südwest geführt, nannte sich aber inoffiziell bereits PSK Gequos Karlsruhe. PSK stand für Post Südstadt Karlsruhe, mit dem Verein bestand eine Kooperation, die sich insbesondere auf die Jugendarbeit erstreckte.
2011 vereinbarten die „Gequos“ eine Zusammenarbeit mit dem Karlsruher Institut für Technologie (KIT), der Mannschaftsname wurde daraufhin in KIT SC Karlsruhe geändert. Mit der geschlossenen Kooperation mit dem KIT wurde das Ziel ausgegeben, in „absehbarer Zeit“ den Aufstieg in die 2. Bundesliga ProB zu schaffen. In der Regionalliga-Saison 2011/12 trat die Mannschaft erstmals unter dem neuen Namen KIT SC Karlsruhe an.
Im Sommer 2012 gingen die „Gequos“ eine Kooperation mit dem SSC Karlsruhe ein, mit dem TV Mühlacker wurde ebenfalls eine Zusammenarbeit beschlossen.
Cheftrainer Ulrich Himstedt schied im Anschluss an die Saison 2013/14 nach vierjähriger Amtszeit aus. Sein Nachfolger wurde der Kroate Aleksandar Šćepanović.
Zur Saison 2015/16 übernahm der US-Amerikaner Jaivon Harris das Amt des Cheftrainers. Harris war zuvor Co-Trainer gewesen.
Die Saison 2016/17 wurde mit einer Bilanz von 19 Siegen und sieben Niederlagen als Vizemeister der ersten Regionalliga Südwest abgeschlossen. Zoran Seatović, Geschäftsführer der Betreibergesellschaft ProBa Sports GmbH, sprach von der „erfolgreichsten Saison unserer jungen Vereinsgeschichte“. Da Meister Schwenningen die Lizenz seitens der 2. Basketball-Bundesliga verweigert wurde, erhielt der KIT SC Karlsruhe das sportliche Teilnahmerecht für die Saison 2017/18 in der 2. Bundesliga ProB. Im Sommer 2017 vereinbarten die Karlsruher eine Zusammenarbeit mit dem Bundesligisten MHP Riesen Ludwigsburg, um Ludwigsburger Nachwuchsspielern über Doppellizenzen zusätzlich Spielerfahrung beim KIT SC zu verschaffen.
Am Ende der Punktrunde der Saison 2017/18 lagen die Karlsruher in der Südstaffel der 2. Bundesliga ProB auf dem letzten Tabellenrang. In der folgenden Abstiegsrunde wurde der Klassenerhalt verpasst. Im Sommer 2018 legte die Mannschaft den Spitznamen Gequos ab und verkaufte den Namen an einen Finanzdienstleister: Fortan traten die Karlsruher als Arvato College Wizards an. Im Sommer 2019 kam es zum Trainerwechsel: Jaivon Harris verließ Karlsruhe aus persönlichen Gründen, der langjährige Junioren-Nationaltrainer Kay Blümel trat das Amt als dessen Nachfolger an. In der wegen der Ausbreitung des Coronavirus SARS-CoV-2 vorzeitig beendeten Saison 2019/20 wurden die Karlsruher Meister der 1. Regionalliga Süd-West. Trainer Blümel gab im Juni 2020 aus beruflichen Gründen seinen Abschied bekannt. Anfang Juli 2020 stand die Rückkehr in die 2. Bundesliga ProB mit der Erteilung der Teilnahmeberechtigung fest. Nachfolger Blümels im Traineramt wurde der Ire Daniel Nelson. Nelson führte die Mannschaft in der Hauptrunde der 2. Bundesliga ProB Süd auf den vierten Rang, in der zweiten Gruppenphase erfolgte das Ausscheiden. Der Trainer verließ Karlsruhe nach der Saison 2020/21 in Richtung Zypern. Mit Kristiyan Borisov wurde ein neuer Trainer geholt, der vorher in Tübingen in der Nachwuchsarbeit beschäftigt gewesen war. Die Zusammenarbeit mit Borisov wurde Mitte November 2021 beendet, unter dessen Leitung nur zwei Saisonsiege gelangen. Geschäftsführer Zoran Seatović betreute die Mannschaft vorerst im Gespann mit Co-Trainer Fatih Soytürk, Anfang Februar 2022 kam Igor Starcević als neuer Trainer zur Karlsruher Mannschaft. Den sportlichen Abstieg aus der 2. Bundesliga ProB konnte Starcević nicht verhindern.
Durch eine Aufstockung der Liga blieb die Mannschaft trotz des auf sportlichem Weg verpassten Klassenerhalts in der 2. Bundesliga ProB. In der Sommerpause 2022 wechselte Rouven Roessler bei den Karlsruhern vom Spielfeld ins Traineramt. Mitte September 2022 wurde der Mannschaftsname nach einer Vereinbarung mit dem Unternehmen Seeburger AG in Seeburger College Wizards geändert. Im Anschluss an die Saison 2022/23 zog sich die Mannschaft aus freien Stücken aus der 2. Bundesliga ProB zurück.
Da man keinen passenden Trainer fand, um die Nachfolge von Roessler anzutreten, übernahm Geschäftsführer Seatović gemeinsam mit dem neuen Co-Trainer Jacob Powell diese Aufgabe. Sie führten die Mannschaft 2024 zum Meistertitel in der 1. Regionalliga Südwest und damit zum sportlichen Wiederaufstieg in die 2. Bundesliga ProB. Allerdings nahm man das Aufstiegsrecht nicht wahr.
Im Sommer 2024 kam der Nordmazedonier Igor Gjorgjievski als neuer Trainer. Er verließ den Verein überraschend Ende März 2025. Anschließend führte Seatović die Mannschaft in die Endspiele um die Meisterschaft in der 1. Regionalliga Südwest, in denen man jedoch dem TV 1862 Langen unterlag.

### Saisonschlussplatzierungen
- 2010/11 (1. Regionalliga): 3. Platz
- 2011/12 (1. Regionalliga): 6. Platz
- 2012/13 (1. Regionalliga): 3. Platz
- 2013/14 (1. Regionalliga): 4. Platz
- 2014/15 (1. Regionalliga): 4. Platz
- 2015/16 (1. Regionalliga): 5. Platz
- 2016/17 (1. Regionalliga): 2. Platz
- 2017/18 (2. Bundesliga ProB): 12. Platz (Punktrunde), 4. Platz (Abstiegsrunde)
- 2018/19 (1. Regionalliga): 3. Platz
- 2019/20 (1. Regionalliga): 1. Platz
- 2020/21 (2. Bundesliga ProB): 4. Platz (Ausscheiden in der zweiten Gruppenphase)
- 2021/22 (2. Bundesliga ProB): 11. Platz, 3. Platz (Abstiegsrunde)
- 2022/23 (2. Bundesliga ProB): 11. Platz
- 2023/24 (1. Regionalliga): 1. Platz
- 2024/25 (1. Regionalliga): 2. Platz

### Trainerchronik
| Amtszeit        | Name                  |
| --------------- | --------------------- |
| 2010–2014       | Ulrich Himstedt       |
| 2014–2015       | Aleksandar Šćepanović |
| 2015–2019       | Jaivon Harris         |
| 2019–2020       | Kay Blümel            |
| 2020–2021       | Daniel Nelson         |
| 2021–11/2021    | Kristiyan Borisov     |
| 11/2021–02/2022 | Zoran Seatović        |
| 02/2022–06/2022 | Igor Starcević        |
| 06/2022–07/2023 | Rouven Roessler       |
| 07/2023–08/2024 | Zoran Seatović        |
| 08/2024–03/2025 | Igor Gjorgjievski     |
| seit 03/2025    | Zoran Seatović        |

### Mannschaftsnamen
- bis 2018: KIT SC Karlsruhe
- 2018–2022: Arvato College Wizards
- seit 2022: Seeburger College Wizards

### Spielhalle
Die Mannschaft trug ihre Heimspiele bis 2021 in der 800 Menschen fassenden Sporthalle 1 des Karlsruher Instituts für Sport und Sportwissenschaft (IfSS) aus und zog dann in die neugebaute Lina-Radke-Halle (1500 Plätze) um. Mit dem Rückzug in die 1. Regionalliga im Jahr 2023 wurde wieder die IfSS-Halle die Heimspielstätte.